# Coppa dell'Imperatrice 2015 (pallavolo)
La Coppa dell'Imperatrice 2015 si è svolta dal 18 al 27 dicembre 2015: al torneo hanno partecipato ventiquattro squadre di club giapponesi e la vittoria finale è andata per la quinta volta, la quarta consecutiva, alle Hisamitsu Springs.

## Regolamento
La competizione prevede che vi prendano parte 24 squadre, che si affrontano in gara secca per tutto il corso del torneo, dal primo turno alla finale. I club provenienti dalla V.Premier League scendono in campo solo da secondo turno.

## Partecipanti
| - Ageo Medics - Denso Airybees - Ehime Club - Fukuoka Daigaku - Higashi Kyusyu Ryukoku - Hisamitsu Springs - Hitachi Rivale - JA Gifu Rioreina | - JT Marvelous - Kanoya Taiiku Daigaku - Kashiwa Angel Cross - Kinrankai - Kurobe AquaFairies - NEC Red Rockets - Okayama Seagulls - PFU BlueCats | - Sapporo Yamanote - Shujitsu - Tōhoku Fukushi Daigaku - Tōkai Daigaku - Toray Arrows - Toyota Motor Walküre - Toyota Queenseis - Tsukuba Daigaku |

## Torneo

### Primo turno
| 18 dicembre 2015 Tokyo Metropolitan Gymnasium, Tokyo Durata: h:? - Spettatori: ? | PFU BlueCats           | 3 - 1 | Kanoya Taiiku Daigaku  | 17-25, 25-16, 26-24, 25-21        |
| 18 dicembre 2015 Tokyo Metropolitan Gymnasium, Tokyo Durata: h:? - Spettatori: ? | Kashiwa Angel Cross    | 0 - 3 | Higashi Kyusyu Ryukoku | 21-25, 18-25, 23-25               |
| 18 dicembre 2015 Tokyo Metropolitan Gymnasium, Tokyo Durata: h:? - Spettatori: ? | Tōkai Daigaku          | 3 - 0 | Toyota Motor Walküre   | 29-27, 25-17, 25-19               |
| 18 dicembre 2015 Tokyo Metropolitan Gymnasium, Tokyo Durata: h:? - Spettatori: ? | Kinrankai              | 3 - 1 | Ehime Club             | 25-18, 21-25, 25-21, 25-17        |
| 18 dicembre 2015 Tokyo Metropolitan Gymnasium, Tokyo Durata: h:? - Spettatori: ? | Tōhoku Fukushi Daigaku | 0 - 3 | JT Marvelous           | 22-25, 18-25, 16-25               |
| 18 dicembre 2015 Tokyo Metropolitan Gymnasium, Tokyo Durata: h:? - Spettatori: ? | Kurobe AquaFairies     | 3 - 2 | Fukuoka Daigaku        | 18-25, 25-19, 25-11, 15-25, 15-10 |
| 18 dicembre 2015 Tokyo Metropolitan Gymnasium, Tokyo Durata: h:? - Spettatori: ? | Sapporo Yamanote       | 0 - 3 | Tsukuba Daigaku        | 14-25, 22-25, 23-25               |
| 18 dicembre 2015 Tokyo Metropolitan Gymnasium, Tokyo Durata: h:? - Spettatori: ? | JA Gifu Rioreina       | 3 - 0 | Shujitsu               | 25-21, 26-24, 25-17               |

### Secondo turno
| 19 dicembre 2015 Tokyo Metropolitan Gymnasium, Tokyo Durata: h:? - Spettatori: ? | NEC Red Rockets   | 3 - 0 | PFU BlueCats           | 25-20, 25-17, 25-23               |
| 19 dicembre 2015 Tokyo Metropolitan Gymnasium, Tokyo Durata: h:? - Spettatori: ? | Toyota Queenseis  | 3 - 0 | Higashi Kyusyu Ryukoku | 25-22, 25-20, 25-20               |
| 19 dicembre 2015 Tokyo Metropolitan Gymnasium, Tokyo Durata: h:? - Spettatori: ? | Hitachi Rivale    | 3 - 1 | Tōkai Daigaku          | 25-18, 25-16, 15-25, 25-16        |
| 19 dicembre 2015 Tokyo Metropolitan Gymnasium, Tokyo Durata: h:? - Spettatori: ? | Okayama Seagulls  | 3 - 0 | Kinrankai              | 25-17, 25-8, 25-23                |
| 19 dicembre 2015 Tokyo Metropolitan Gymnasium, Tokyo Durata: h:? - Spettatori: ? | Ageo Medics       | 3 - 2 | JT Marvelous           | 25-16, 21-25, 25-23, 20-25, 15-12 |
| 19 dicembre 2015 Tokyo Metropolitan Gymnasium, Tokyo Durata: h:? - Spettatori: ? | Toray Arrows      | 3 - 2 | Kurobe AquaFairies     | 23-25, 18-25, 25-20, 25-21, 15-12 |
| 19 dicembre 2015 Tokyo Metropolitan Gymnasium, Tokyo Durata: h:? - Spettatori: ? | Denso Airybees    | 3 - 2 | Tsukuba Daigaku        | 27-29, 25-15, 25-23, 23-25, 15-11 |
| 19 dicembre 2015 Tokyo Metropolitan Gymnasium, Tokyo Durata: h:? - Spettatori: ? | Hisamitsu Springs | 3 - 0 | JA Gifu Rioreina       | 25-19, 25-12, 25-11               |

### Quarti di finale
| 20 dicembre 2015 Tokyo Metropolitan Gymnasium, Tokyo Durata: h:? - Spettatori: ? | NEC Red Rockets | 3 - 0 | Toyota Queenseis  | 25-17, 25-22, 25-19               |
| 20 dicembre 2015 Tokyo Metropolitan Gymnasium, Tokyo Durata: h:? - Spettatori: ? | Hitachi Rivale  | 3 - 2 | Okayama Seagulls  | 25-12, 12-25, 25-23, 12-25, 15-11 |
| 20 dicembre 2015 Tokyo Metropolitan Gymnasium, Tokyo Durata: h:? - Spettatori: ? | Ageo Medics     | 0 - 3 | Toray Arrows      | 28-30, 21-25, 19-25               |
| 20 dicembre 2015 Tokyo Metropolitan Gymnasium, Tokyo Durata: h:? - Spettatori: ? | Denso Airybees  | 0 - 3 | Hisamitsu Springs | 17-25, 14-25, 23-25               |

### Semifinali
| 26 dicembre 2015 Ota City General Gymnasium, Tokyo Durata: 1h:29 - Spettatori: 2 000 | NEC Red Rockets | 3 - 0 | Hitachi Rivale    | 31-29, 25-16, 25-14 |
| 26 dicembre 2015 Ota City General Gymnasium, Tokyo Durata: 1h:17 - Spettatori: 2 200 | Toray Arrows    | 0 - 3 | Hisamitsu Springs | 15-25, 18-25, 19-25 |

### Finale
| 27 dicembre 2015 Ota City General Gymnasium, Tokyo Durata: 1h:22 - Spettatori: 2 600 | NEC Red Rockets | 0 - 3 | Hisamitsu Springs | 13-25, 21-25, 22-25 |